# Catagramma hydarnis
Catagramma hydarnis är en fjärilsart som beskrevs av Jean Baptiste Godart 1823. Catagramma hydarnis ingår i släktet Catagramma och familjen praktfjärilar. Inga underarter finns listade i Catalogue of Life.